# Aleksander Widyński
Aleksander Widyński (ur. 1961 w Poniatowej) – polski malarz, grafik, pedagog Akademii Sztuk Pięknych w Gdańsku.

## Życiorys
Studiował w latach 1981–1986 na Wydziale Malarstwa i Grafiki PWSSP (obecnie: ASP) w Gdańsku. Dyplom uzyskał w 1986 w Pracowni Malarstwa prof. Kazimierza Ostrowskiego. Od 1989 pracuje na macierzystej uczelni w Pracowni Tkaniny Artystycznej u prof. Włodzimierza Cygana, od 2008 na Wydziale Malarstwa, na stanowisku profesora nadzwyczajnego prowadzi pracownię Sztuki Włókna i kieruje Katedrą Specjalizacji Artystycznych. Tytuł profesora sztuk plastycznych uzyskał w 2013.
Prowadził także zajęcia z sitodruku. Zajmuje się malarstwem, grafiką, tkaniną drukowaną. Brał udział m.in. w wystawie Arsenał '88.

## Nagrody i wyróżnienia
- Nagroda Artystyczna Prezydenta Miasta Gdyni „Galion Gdyński” w kategorii działalność artystyczna, za opracowanie projektu stałej ekspozycji Muzeum Miasta Gdyni (2008)[4][5]
- Wyróżnienie na 5 Międzynarodowym Biennale Malarstwa i Tkaniny Unikatowej w Gdyni (2009)[6]
- Odznaka honorowa „Zasłużony dla Kultury Polskiej” (2019)[7]